# Tecmo Bowl
Pour les articles homonymes, voir Tecmo Bowl (homonymie).
Tecmo Bowl est une série de jeux vidéo de football américain éditée par Tecmo entre 1987 et 1994. La série, qui comprend quatre épisodes, bénéficie de la licence officielle de la National Football League.
L'épisode original, Tecmo Bowl, est sorti en 1987 sur borne d'arcade et a été adapté sur Nintendo Entertainment System (1988) et Game Boy (1991). Le second opus, Tecmo Super Bowl, est sorti en 1991 sur NES et en 1993 sur Mega Drive et Super Nintendo dans une version remise à jour. Le troisième et le quatrième opus, Tecmo Super Bowl II: Special Edition et Tecmo Super Bowl III: Final Edition, sont sortis en 1994 sur Mega Drive et Super Nintendo.